# André Lavergne (graveur)
Pour les articles homonymes, voir André Lavergne et Lavergne.
André Lavergne, né le 6 octobre 1946 à Saint-Amans-des-Cots (Aveyron), est un graveur français.
Il a réalisé de nombreux timbres-poste pour La Poste française, ses filiales d'outre-mer et quelques pays francophones d'Afrique.

## Biographie
Né en Aveyron d'un père artisan, André Lavergne acquiert son premier emploi en passant le premier concours de dessin technique de réseaux téléphoniques et emménage à Paris pour travailler aux PTT. Il y est remarqué pour ses dessins artistiques et est muté au musée de La Poste pour lequel il réalise des illustrations pour les plans d'expositions, affiches et brochures.
Pendant ces années-là, il suit des cours du soir aux ateliers des Beaux-Arts de Paris. Il y obtient un prix de dessin en 1977 et apprend la gravure sous la direction de Jean Delpech. Dans les archives du musée de La Poste, il étudie les poinçons de timbres et améliore sa technique de gravure. Il reçoit la médaille de bronze de gravure lors du Salon des artistes français de 1978.
En 1979, il est candidat à la réalisation de timbres pour le Bureau d'études des postes et télécommunications d'outre-mer (BEPTOM). Accepté après un essai de carte de vœu, ses premiers timbres sont émis en 1980 pour Djibouti. Grâce à Maurice Bruzeau, il dessine et grave son premier timbre de France dès 1981 : « Hommage aux martyrs de Châteaubriant ».
Au cours de sa carrière, il a participé à la conception de plus de 200 timbres-poste, ainsi que des documents philatéliques et des flammes postales françaises. En 1997 et 2003, il grave deux séries d'usage courant au type Cagou pour la Nouvelle-Calédonie.
André Lavergne est membre — ainsi que Claude Jumelet, Claude Andreotto, Jean-Paul Véret-Lemarinier, Cyril de La Patellière ou Jacky Larrivière — de l'Association Art du timbre gravé, créée par Pierre Albuisson et présidée par Pascal Rabier. Cette association promeut la technique et la pratique de la taille-douce.

## Œuvres

### Timbres de Djibouti
- « Lions Clubs », 1980.
- « Rotary Club », 1980.

### Timbres de France
- « Hommage aux martyrs de Châteaubriant » (27 otages communistes fusillés en 1941), 14 décembre 1981. Premier timbre de France dessiné et gravé par Lavergne.
- « Marseille » (pour le 56e Congrès de la FFAP), dessin d'Odette Baillais, 24 mai 1983.

[…]
- « Hôtel des chevaliers de Saint-Jean-de-Jérusalem », 5 février 2001.
- « Pierre de Fermat 1601-1665 », 20 août 2001.
- « Alain Bosquet 1919-1998 », dessin de Mareck Rudnicki, 18 février 2002.
- « Marseille : 75e congrès de la FFAP », 21 mai 2002. Prix Cérès 2002[1],[2].
- « Jacqueline Auriol 1917-2000 », timbre de poste aérienne dessiné par Michel Drochon, 23 juin 2003.
- « Arras, Pas-de-Calais », 22 septembre 2003. Prix Cérès 2003.
- « Marie Marvingt 1875-1963 », timbre de poste aérienne dessiné par Christophe Drochon, 23 juin 2004.
- « Pierre Dugua de Mons », émission conjointe avec le Canada, 28 juin 2004.
- « Marianne grandes causes », Marianne du 14 juillet se-tenant à un logotype gravé par Lavergne, 5 juillet 2004.
- « Rachi 1040-1105 », dessin de Yann Gafsou, 17 janvier 2005.
- « Adrienne Bolland 1895-1975 », timbre de poste aérienne dessiné par Christophe Drochon, 24 octobre 2005.
- « Réhabilitation du capitaine Dreyfus », 13 juillet 2006.
- « Machines volantes », bloc de six timbres, 13 novembre 2006. Grand prix de l'art philatélique 2007 (France, bloc ou carnet)[3].
- « Église Notre-Dame la Grande, Poitiers », pour le 80e congrès de la Fédération française des associations philatéliques, 18 juin 2007.

### Timbres de Monaco
- « Fondation Prince Pierre de Monaco », dessin de Gueorgui Chichkine, 20 juin 2006.
- « Naissance de Rolls Royce 1906 », dessin de Alain Giampaoli, 4 septembre 2006.
- « André Masséna (1758-1817) Maréchal d'Empire », dessin de Cyril de La Patellière, 21 janvier 2008.

### Timbres de Nouvelle-Calédonie
[…]
- Type Cagou dessiné par Jean-Richard Lisiak, 1997.
- Type Cagou, en usage depuis 2003.

[…]
- « Tour de côtes. Saint-Pierre », 21 mai 2005.
- « Le gouverneur du Bouzet », 10 novembre 2005.
- « Le rail calédonien », 19 septembre 2006.

### Timbres des Terres australes et antarctiques françaises
[…]
- « Éléphant de mer-océanographe », 1er janvier 2005.
- Découverte des îles Kerguelen en 1772 par Kerguelen de Trémarec, bloc du carnet no 4, 6 août 2005.
- « Ramces », 1er janvier 2006.

## Récompenses
- Médaille de bronze de gravure au Salon des artistes français de 1978[1].
- Médaille d'or de gravure au Salon des artistes français de 1992[1].